# نهائي كأس إفريقيا للأندية البطلة 1964
نهائي كأس إفريقيا للأندية البطلة 1964 هي النسخة الأولى من بطولة دوري أبطال أفريقيا. توج أوريكس دوالا الكاميروني بالبطولة بعد فوزه على الملعب المالي في النهائي الذي لعب في العاصمة أكرا في غانا.

## الفرق
- أوريكس دوالا ( الكاميرون)
- الملعب المالي ( مالي)

## النهائي
| أوريكس دوالا | 2–1   | الملعب المالي |
| ------------ | ----- | ------------- |
|              | تقرير |               |